# ازیو کاردی
ازیو کاردی (ایتالیایی: Ezio Cardi؛ زادهٔ ۲۴ اکتبر ۱۹۴۸) دوچرخه‌سوار اهل ایتالیا است.
وی در مسابقات کشوری و بین‌المللی در مجموع برندهٔ ۱ مدال برنز شده‌است.